# Laura van der Heijden

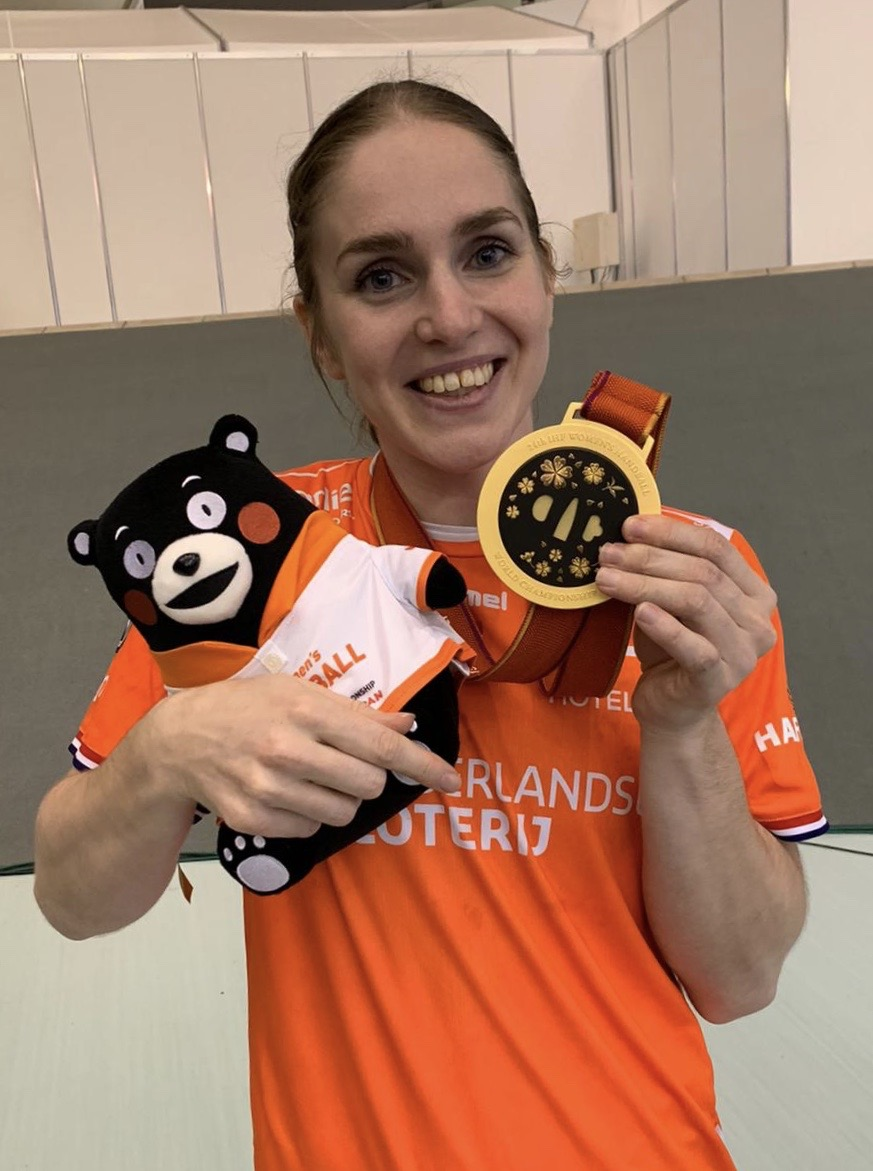
Laura van der Heijden, 2019.

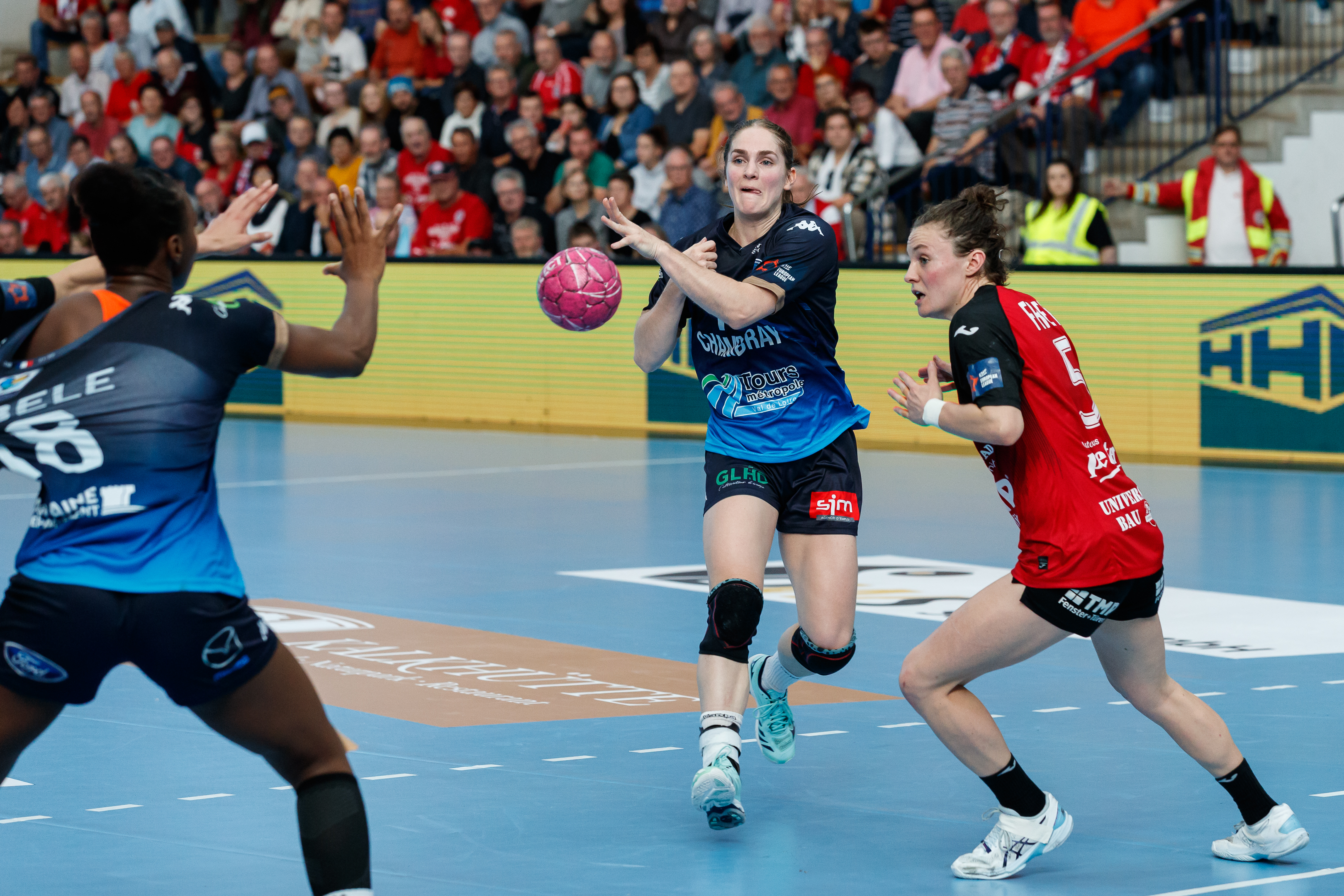
Laura van der Heijden (i mitten) under en match med Chambray Touraine HB, 2022.

Laura van der Heijden, född 27 juni 1990 i Amersfoort, är en nederländsk handbollsspelare (högernia).
Hon deltog i olympiska sommarspelen 2016, 2020 och 2024.